# Nicolas Jarry (calígrafo)
Nicolas Jarry (ca. 1615 - ca. 1666) fue un calígrafo francés y anotador de la música del rey, cuyos manuscritos son considerados, especialmente La Guirnalda de Julia, una colección de madrigales, que el duque de Montausier regaló a Julie d'Angennes.
Escribió numerosas obras famosas como Oraciones a Nuestra Señora, Misal solemne y Los siete oficios para la semana.